# Milcobel
De cvba Milcobel is als zuivelcoöperatie martkleider in België, maar vooral sterk aanwezig in Vlaanderen. De ganse groep haalt met zijn vloot van 60 vrachtwagens jaarlijks 1,3 miljard liter melk op bij de melkveehouders, verwerkt ze en brengt de aangemaakte producten op de markt.
Milcobel is het resultaat van een fusiegolf die in Vlaanderen als decennia aan de gang was. Bijna in elk dorp was wel een melkerij, toch kwam de eerste er pas in 1883. In 1900 waren het er al 327. Het waren grotendeels coöperaties van landbouwers, waarbij de leverancier van de melk ook aandeelhouder werd. Een principe dat ook bij Milcobel werd aangehouden.
De holding Milcobel overkoepelt vier werkmaatschappijen: Belgomilk, Ysco, Inza en Camal/Kaasimport Jan Dupont. De sociale en maatschappelijke zetel is gevestigd in Kallo. Er wordt tevens melk opgehaald in Nederland, de leveranciers ervan zijn aandeelhouders van Milcobel Nederland BV.

## Geschiedenis

### Ontstaan
Milcobel is sinds 2005 een samengaan van de coöperaties BZU Melkaanvoer en Belgomilk, twee bedrijven die op hun beurt een lange voorgeschiedenis kenden van fusies in de sector. De BZU Melkaanvoer had zijn wortels in de provincie Antwerpen. Belgomilk had zijn roots in Oost- en West-Vlaanderen met zetels in Langemark en Kallo.

#### BZU
- In 1946 werd Inza (INtercoöperatieve Zuivelfabriek Antwerpen) opgericht. De nieuwe entiteit kwam tot stand na fusie van 15 coöperaties in de zuivelsector. Enkele decennia later kwam er een nieuwe fusie 1990, door samen te gaan met andere sectorgenoten in de BZU (Belgische ZuivelUnie). Aanvankelijk was Inza gevestigd aan de Kattenberg in Borgerhout, om in 1954 te verhuizen naar Schoten aan het Albertkanaal.
- De Samenwerkende Melkerij De Gier werd in 1900 opgericht in Gierle. In 1928 bouwde men op de huidige site een nieuwe melkerij, in 1960 schakelde men over naar de aanmaak van kaas. In 1987 smolt De Gier samen met vijf andere medespelers samen tot Kempico. Het was later naast Inza en de Melkerij van Loenhout een werkmaatschappij van BZU. In 2005 ging alles op in Milcobel. Tot 2000 had Kempico ook een vestiging in Retie, een melkerij die voorheen Zuivelfabriek Sint-Martinus heette. Kempico sloot eind april 2012 definitief zijn deuren te Gierle.[2] De bekendste kaas is Corsendonck.
- De Melkerij De Stroobloem uit Loenhout.[3] werd gesticht in 1896, om na de Tweede Wereldoorlog overgenomen te worden door Inza uit Schoten. Toen volgden de fusies met BZU en nadien met Milcobel. In 2005 werd de vestiging gesloten. Er waren geen naakte ontslagen en de landbouwers werden voortaan bediend door Milcobel.[4]
- In 1946 werd Lilac cv opgericht door een 10-tal kleinere melkerijen. In het begin bestond de basisactiviteit van Lilac uit het produceren van consumptiemelk en melkpoeder. Later werden alle activiteiten van de aangesloten melkerijen geconcentreerd bij Lilac in Zonhoven. Het merk Lilac werd in 1991 overgenomen door BZU.

#### Belgomilk
- Reeds 1971 hadden de zuivelcoöperaties Dixmuda en Langemark een fusie aangegaan met de Melkweg Kallo en de SV Inco Gent onder de naam Zuivelindustrie Inco. In 1973 verwerkten deze reeds 370 miljoen liter melk. De Melkweg was opgericht in 1951 en was een voortzetting - na het samengaan van vijf coöperaties - van de in 1936 opgerichte melkerij Sint-Jacobs. Inco Kallo was zelfs een tijdje sponsor van de eersteklasser in het voetbal SK Beveren.[5] Belgomilk werd uiteindelijk gevormd in 1992 door het samengaan van Inco met zeven andere spelers.
- In Nevele was de Sint-Mauritiusmelkerij actief van 1928 tot 1971.[6] In 1971 ging deze een fusie aan met de sectorgenoot Sint-Antonius uit Nazareth. Nog later werd ook deze overgenomen door Belgomilk. In Nazareth produceerde men de gelijknamige kaas, vanaf 1995 gebeurde dit in Moorslede. De leiding in Nevele was in handen van Aimé Foncke.
- De vestiging in Langemark bestaat sinds 1906 en werkte toen onder de naam Melkerij Sint-Paulus. Na de oorlog kwam de groei en veranderde de naam achtereenvolgens in Dixmuda-Langemark, Inco, Belgomilk en Milcobel. Ter vergelijking: in 1910 draaide de melkerij een omzet van 626.000 Bfr.[7]
- De ijsroomfabrikant Ysco startte zijn activiteiten in 1949 in Zarren. Het trad toe tot de groep Belgomilk van bij de oprichting in 1992. In 2001 werd de ijsroomfabriek in het Franse Argentan overgenomen van Unilever. In 2009 haalde men een productie van 145 miljoen liter.

### Na de fusie
- Nog voor de fusie officieel van start ging nam de combinatie BZU/Belgomilk in 2004 Avolac over van Aveve. Avolac was onder meer de eigenaar van de Nazareth kaas, maar liet deze produceren bij Belgomilk in Moorslede. Avolac deed op zijn beurt de commercialisering van de Corsendonk kaas en alle boter (o.m. De Stroobloem) van de vroegere BZU-groep.[8]
- In 2007 werd het zuivelbedrijf CAMAL uit Barchon overgenomen, een bedrijf dat werd opgericht in 1918 en nog altijd wordt geleid door dezelfde familie. Met zijn 40 werknemers is het gespecialiseerd in de productie van kazen. Eerder was CAMAL zelf op overnamepad: in 1993 werd de Fromagerie Régal uit Fléron en in 1996 Distrifrais uit Eupen overgenomen.[9]
- Ook in 2007 nam Milcobel een participatie in de Antwerpse Kaascentrale (AKC) uit Ranst. Het telt 35 medewerkers en fabriceert zelf de kaasspecialiteiten Paschka en Oliviana.[10]
- In 2008 nam Milcobel de Melkerij Sinte-Marie uit Wuustwezel over, de laatste zelfstandige vestiging in de Kempen. Ze werd gesticht in 1907 en was gespecialiseerd in kazen. Deze overname zorgde voor 85 bijkomende leveranciers.[11] In maart 2013 werd de vestiging gesloten, de activiteiten werden overgeheveld naar Moorslede.[12]
- In 2012 nam Milcobel het Nederlandse SherlockCheese, een distributeur van kazen over. Dit bedrijf bestond pas sinds 2011 na de fusie van Verbakel & Seggelink en Ravoska Kaasimport en is gevestigd in Nieuw-Vennep. Deze combinatie realiseerde een omzet van € 20 miljoen.
- In juli 2024 werd de verkoop bekendgemaakt van Ysco aan Davidson Kempner Capital Management LP met Afendis Capital Management Limited als operationele partner.[13] Financiële gegevens van de transactie zijn niet bekendgemaakt. Ysco, opgericht in 1949, heeft productiefaciliteiten in België en Frankrijk en distribueert tot 190 miljoen liter ijs per jaar, vooral op de Europese markt. Met de verkoop gaat een jaaromzet van 400 miljoen euro over naar de nieuwe eigenaren.
- Op 18 december 2024 werd het voornemen bekendgemaakt om te fuseren met het Nederlandse FrieslandCampina.[14]

## Activiteiten
Milcobel is Belgische zuivelbedrijf, maar internationale actief op de zuivelmarkt. Op de productiesites in België en Frankrijk zijn zo'n 1800 medewerkers actief. De producten worden verkocht aan klanten in meer dan 100 landen. Er zijn drie afdelingen: Consumer Products, met name kaas, Premium Ingeredients, denk aan kaas, boter, melkpoeder en room, en Ysco, consumptie-ijs. Milcobel is de tweede grootste Europese private label ijsproducent. 
Het is een coöperatie met ongeveer 1500 boerenbedrijven waarbij winst niet centraal staat. De melkveehouders zijn verenigd en vertegenwoordigd in de Coöperatieraad, die naast een bestuur en Algemene Vergadering negen ledenkringen telt.

### Producten
- Boter, melkpoeder en kaas bij Belgomilk in Kallo, Langemark en Moorslede.
- Consumptiemelk en afgeleiden bij Inza in Schoten.
- Kaasimport, verwerking en distributie bij Jan Dupont en verkoopsunit Camal SA respectievelijk in Brugge en Barchon.
- Roomijs bij Ysco in Langemark en Argentan in Frankrijk.

## Jaarresultaten
| Boekjaar | Omzet (in € miljoen) | Netto resultaat (in € miljoen) | Aantal leden | liter/lid | Totaal opgehaalde liters | Personeels- leden |
| -------- | -------------------- | ------------------------------ | ------------ | --------- | ------------------------ | ----------------- |
| 2006     | 689                  |                                | 3838         | 245.841   |                          |                   |
| 2007     | 770                  |                                | 3620         | 273.000   |                          |                   |
| 2008     | 824                  | 1,2                            | 3439         | 288.835   |                          |                   |
| 2009     | 755                  | 3,2                            | 3380         | 315.700   | 1.067.098.628            | 1671              |
| 2010     | 820                  | 6,0                            | 3300         | 333.275   | 1.098.473.243            | 1695              |
| 2011     | 885                  | 4,4                            | 3096         | 359.759   | 1.113.812.623            | 1772              |
| 2012     | 880                  | 3,7                            | 2993         | 372.519   | 1.114.948.082            | 1.967             |
| 2013     | 985                  | 6,5                            | 2878         | 397.450   | 1.146.317.686            | 1.955             |
| 2014     | 1011                 | 2,2                            | 2777         | 421.897   | 1.171.609.439            | 2014              |
| 2015     | 945                  | 1,6                            | 2688         | 455.901   | 1.225.006.807            | 1967              |
| 2016     | 991                  | 3,5                            | 2871         | 503.095   | 1.444.386.747            | 2006              |
| 2017     | 1210                 | 2,1                            | 2678         | 557.000   | 1.491.081.940            | 2002              |
| 2018     | 1263                 | 2,2                            | 2572         | 605.754   | 1.558.000.000            | 2043              |
| 2019     | 1229                 | 2,5                            | 2525         | 653.000   | 1.650.000.000            | 2014              |
| 2020     | 1235                 |                                | 2400         | 750.000   | 1.800.000.000            | 1881              |
| 2021     | 1140                 | 10,7                           |              |           |                          |                   |
| 2022     | 1360                 | 4,4                            | 1700         |           | 1.360.000.000            |                   |
| 2023     | 1315                 | −11,6                          | 1550         |           | 1.300.000.000            |                   |